# Geamăna, Alba
Geamăna este un sat în comuna Lupșa din județul Alba, Transilvania, România. În urma operațiunilor miniere de la Roșia Poieni, satul a fost acoperit de steril și transformat în lac de decantare, printr-o serie de evenimente cunoscute drept dezastrul de la Geamăna.
În anul 1977, Nicolae Ceaușescu a dispus evacuarea celor 1.000 de persoane (400 de familii) care locuiau acolo pentru a depozita deșeurile toxice din mine. În 1978, regimul comunist a început să acționeze, oamenilor fiind promis faptul că se vor îmbogăți de pe urma mutării, adevărul fiind că ei au primit o bucată de pământ și foarte puțini bani, pentru a trăi în continuare. De altfel, localnicilor li s-a promis că vor fi mutați la 7 km de vechiul lor sat, în realitate ei fiind duși la aproximativ 100 de km distanță.
În prezent, locul a devenit un lac care crește între 90 și 100 de centimetri pe an. Toată apa este împărțită în 3 zone: o zonă cu noroi, unde țevile degajează toate substanțele dăunătoare, o zonă cu apă turcoaz și o zonă cu apă roșie.